# Bianchi S 5

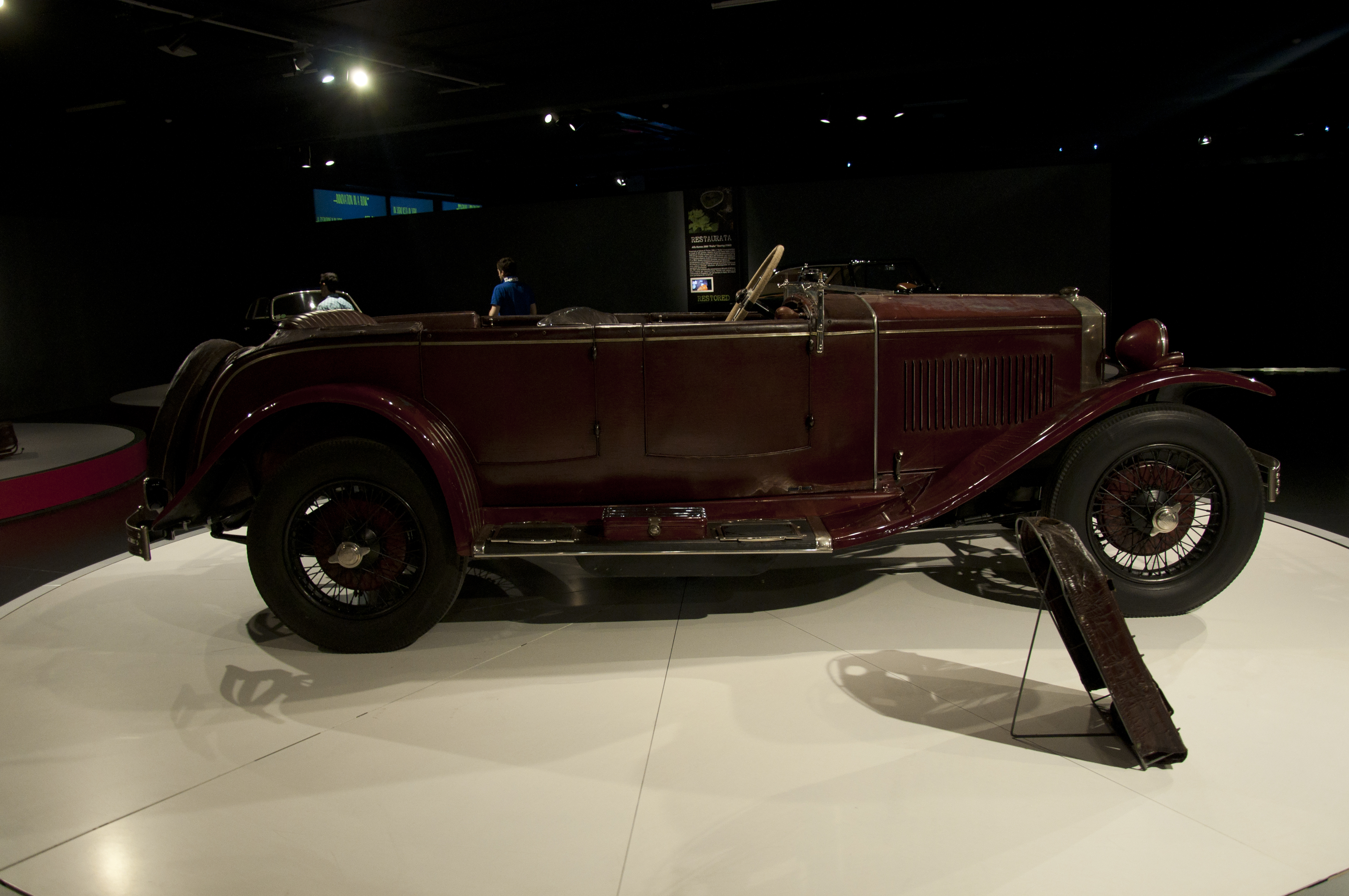
Seitenansicht

Der Bianchi S 5 (auch Bianchi S.5) ist ein Pkw-Modell. Hersteller war Bianchi aus Italien.

## Beschreibung
Das Modell wurde von 1928 bis 1934 hergestellt. Vorgänger war der Bianchi S 4 und Nachfolger der Bianchi S 9.
Zunächst wurde der Motor des Vorgängers übernommen. Es war ein Vierzylindermotor mit 64 mm Bohrung, 100 mm Hub, 1287 cm³ Hubraum und 26 PS Leistung bei 3000 Umdrehungen in der Minute. Eine andere Quelle nennt 34 PS. Eine weitere Quelle gibt 32 PS bei 3300 Umdrehungen an. 1932 wurde die Bohrung auf 68 mm vergrößert, was 1453 cm³ Hubraum ergab. Im Zusammenspiel mit einem anderen Vergaser leistete der Motor nun 40 PS bei 4000 Umdrehungen in der Minute. Frontmotor, Kardanwelle und Hinterradantrieb waren damals Standard. Das Getriebe hatte vier Gänge.
Das Fahrgestell war mit 290 cm Radstand und 140 cm Spurweite erheblich größer als beim Vorgängermodell. Es wog etwa 750 kg. Eine andere Quelle gibt davon abweichend 270 cm Radstand und 125 cm Spurweite an, was den Maßen des S 4 entsprechen würde.
Angeboten wurden zwei- und viertürige Limousine, Coupé, Cabriolet, Roadster und offener Tourenwagen. Als Leergewicht waren etwa 1250 kg für eine viertürige Limousine angegeben.

## Motorsport
Mehrfach nahmen Fahrerteams mit einem Bianchi S 5 an der Mille Miglia teil. 1930 erreichten Frigo/Bianchi Platz 3 in ihrer Kategorie und insgesamt Platz 51. Pellini/Guardiani schieden aus.
1931 errangen Olimpico/Calderato Platz 10 in ihrer Kategorie und insgesamt Platz 43. Pini/Lufrani, Ventrice/Sabatini und Pellini/Letteri erreichten das Ziel nicht.
1932 belegten Olimpico/Calderato Rang 6 ihrer Kategorie und insgesamt Rang 34. Bartolon/Romano, Ceschina/Arnaboldi, Marinelli/Pini und Lufrani/Sorcinelli schieden aus.
1933 gab es einen doppelten Klassensieg durch Marinelli/Tragella vor Olimpico/Calderato. In der Gesamtwertung reichte das für die Plätze 28 und 34. Das Team Lufrani/Fibi fiel aus.